# Per Borelius
Per Persson Borelius var skarprättare i Göteborg åren 1666-1683. Han var en illa ökänd och sadistisk bödel som ofta plågade sina offer inför sina avrättningar. Han avrättade en man för mord i oktober 1673 på galgberget i Munkedal.
I november 1679 omkom Metta Braun, hustru till Göteborgs rådman Johan Rising, i en anlagd brand. Tjänsteflickan som anlade branden skulle sedan avrättas av Borelius, under tortyrliknande former. Han spikade fast hennes båda händer vid pålen för att sedan med en glödande "knipetång" knipa dennes armar tills hon förlorade sitt medvetande. Efter timmar av tortyr halshöggs kvinnan.